# Viallia alfanoi
Viallia alfanoi es una especie de escarabajo del género Viallia, familia Leiodidae. Fue descrita por Pavan en 1950. Se encuentra en Italia.